# Vrijduiken

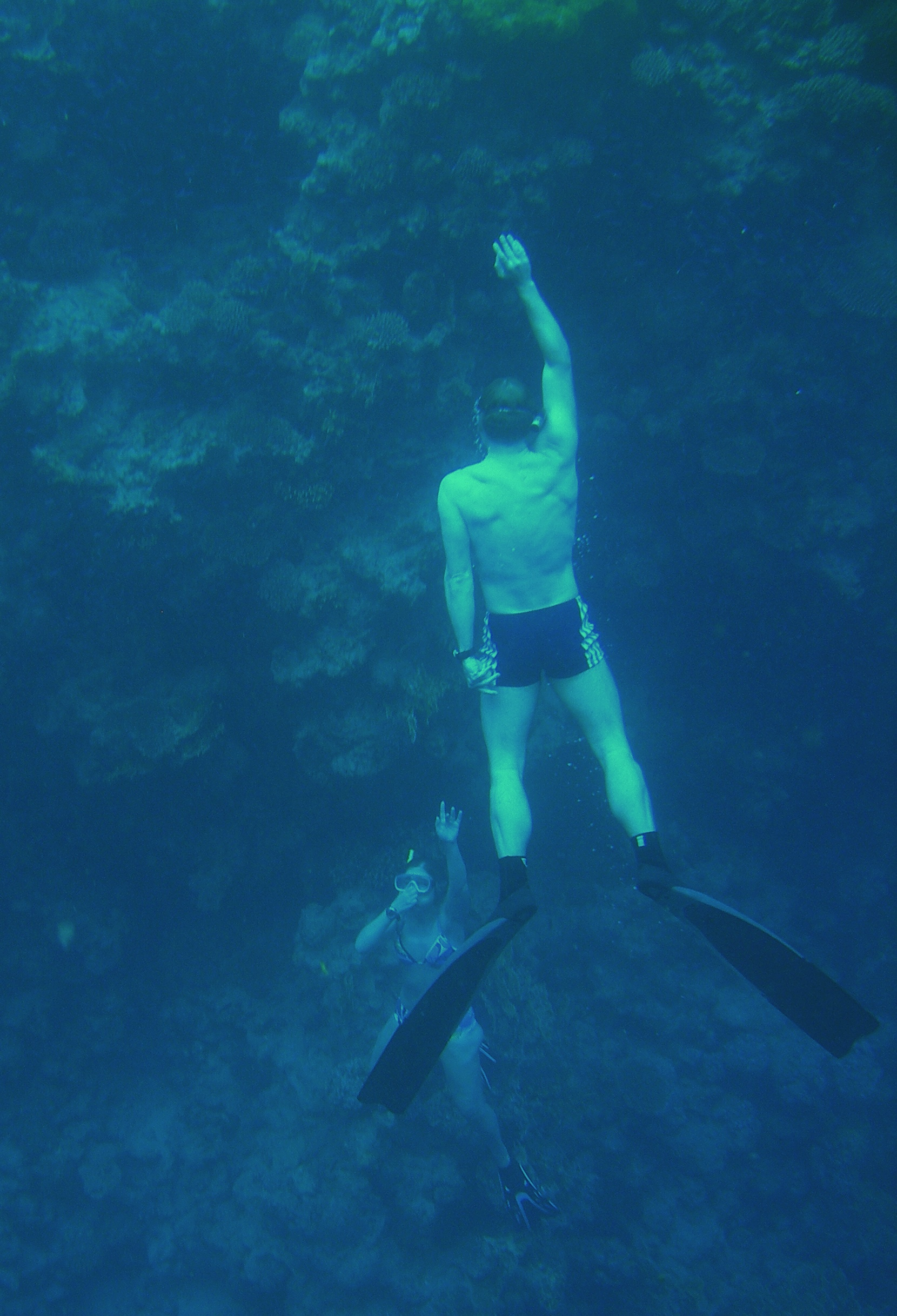
Vrijduiker in de Blue Hole in de Sinaï

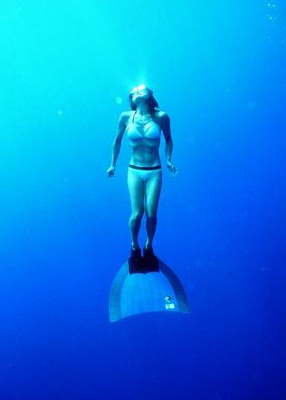
Vrijduikster met monovin

Vrijduiken of free-diving is het duiken op ingehouden adem. In een brede definitie omvat de term vrijduiken alle activiteiten waarbij met ingehouden adem onder water gedoken wordt, waaronder onderwaterhockey en synchroonzwemmen. Echter wordt in de praktijk de term vrijduiken vooral geassocieerd met het duiken op ingehouden adem buiten het zwembad. Het vervolg van dit artikel beschrijft vrijduiken als zodanig.

## Vormen van vrijduiken
Onder de bovenstaande definitie kunnen de volgende vormen van vrijduiken worden verstaan:

### Snorkelen
Snorkelen is het door het water begeven met zwemvliezen, masker en snorkel. De snorkel bestaat uit een kunststof pijpje met mondstuk waardoor het mogelijk is om onder water te kijken zonder dat men telkens het hoofd boven water moet houden om te ademen. Wanneer de snorkelaar een hoekduik maakt en geheel onder water gaat, is er geen sprake meer van snorkelen maar van (recreatief) vrijduiken. Doordat de vrijduiker stiller is dan de sportduiker met perslucht, verstoort men het onderwaterleven niet en ziet men als zodanig meer.

### Vrijduiken in wedstrijdverband
Sinds de jaren vijftig heeft men geprobeerd de limieten van het menselijk uithoudingsvermogen te ontdekken door steeds dieper, verder en langer onder water te duiken op één ademteug. Records werden gecertificeerd tussen 1950 en 1986 door de CMAS (Confédération Mondiale des Activités Subaquatiques). Wedstrijden en records worden vanaf 1992 gecertificeerd en erkend door AIDA International (Association Internationale pour le Development d'Apnée). Sinds 2004 organiseert de CMAS ook weer wedstrijden.

### Onderwaterjacht
Reeds voor de jaartelling werd door middel van het duiken op ingehouden adem onder water gejaagd op vissen, sponzen en parels. In onder andere Japan en Korea wordt nog steeds op deze manier gejaagd om in het levensonderhoud te voorzien. Sinds de jaren dertig van de twintigste eeuw wordt ook recreatief onder water gejaagd, zowel voor eigen gebruik als in wedstrijdverband. Dit wordt voornamelijk gedaan in de Verenigde Staten en het Middellandse Zeegebied.

## Uitrusting
Voor vrijduiken worden spullen gebruikt die veel lijken op wat men vaak kent van het snorkelen en de duiksport. Toch is het materiaal op een aantal punten aangepast.

### Vinnen
Vinnen, ook wel zwemvliezen genoemd, vergroten het voetoppervlak en daarmee de voortstuwing. Bij vrijduiken worden, in tegenstelling tot bij de duiksport, uitsluitend vinnen met een gesloten hiel gebruikt. Bij deze vinnen is er minder kans op beweging tussen de voet en de vin, waardoor de efficiëntie wordt vergroot. Vinnen die speciaal gebruikt worden voor vrijduiken hebben een grotere oppervlakte dan vinnen voor de duiksport. Ze kunnen gemaakt zijn van plastic, glasvezel en koolstofvezel. Naast de vinnen wordt ook de monovin tegenwoordig vaker gebruikt.

### Masker
Vanwege de drukveranderingen op diepte heeft men voor vrijduiken een duikbril nodig met een neusstuk. Via het neusstuk kan men de bril op druk houden zodat hij zich niet vast zuigt aan het gezicht. Een zwembad- of chloorbril is daarom ongeschikt. Duikbrillen voor vrijduiken hebben een klein volume en zijn hydrodynamisch ontworpen.

### Pak
In water koelt men tot 20 keer zo snel af als in de lucht. Daarom is voor het duiken, zeker in Nederland en België, een duikpak noodzakelijk. Duikpakken zijn gemaakt van neopreen. Een kunstrubber met luchtbellen met een grote isolatiewaarde. In vergelijking met andere watersporten ontbreekt bij freedivepakken de rits en sluiten ze nauwer aan op het lichaam. Dit vergroot de flexibiliteit en isolatiewaarde. Voor het vrijduiken wordt meestal een pak gebruikt dat op maat gemaakt is.

### Loodgordel
De luchtbellen in het neopreen dat voor het duikpak wordt gebruikt, zorgen voor een groter drijfvermogen. Om dit te compenseren wordt gebruikgemaakt van een rubberen gordel met een klein aantal blokjes lood. In tegenstelling tot bij de duiksport wordt een rubberen gordel gebruikt zodat hij goed op zijn plaats blijft en niet gaat schuiven. De kans op schuiven is bij vrijduiken groter doordat het longvolume en daarmee de borstomvang kleiner wordt tijdens de duik. Daarnaast maakt de flexibiliteit van de gordel het ademen tussen de duiken door makkelijker.

### Lanyard
Bij dieptewedstrijden, records en dieptetrainingen wordt gebruikgemaakt van een zogenoemde lanyard. Deze bestaat uit een kort touw tussen de 1 en 1,5 meter die door middel van een armband en een ring aan een wedstrijdlijn verbonden is. Door het gebruik van de lanyard kan de vrijduiker de richting niet kwijtraken.

### Onderwaterlampen
Om zelf goed zichtbaar te zijn en onder water te kunnen zien maken vrijduikers gebruik van kleine onderwaterlampen die aan het masker bevestigd zijn.

## Wedstrijddisciplines bij vrijduiken
Vrijduiken is ook een volwassen wedstrijdsport. De disciplines zijn gebaseerd rondom tijd, afstand of diepte. Er wordt bij het erkennen van records geen onderscheid gemaakt in de omgeving waar het record is uitgevoerd.

### Static Apnea
Een wedstrijd met als doel zo lang mogelijk onder water te blijven. De vrijduiker ligt aan de oppervlakte, met zijn gezicht voorover in het water en houdt zijn adem in. Dit onderdeel vindt doorgaans plaats in het zwembad.

### Dynamic Apnea with fins
Afstandzwemmen onder water met zwemvliezen of monovin. Het doel is een zo groot mogelijke afstand onder water af te leggen. Ook dit onderdeel vindt plaats in het zwembad. Deze discipline wordt erkend door AIDA en CMAS.

### Dynamic Apnea without fins
Afstandzwemmen onder water zonder zwemvliezen of monovin. Het doel is een zo groot mogelijke afstand onder water af te leggen. Ook dit onderdeel vindt plaats in het zwembad. Deze discipline wordt erkend door AIDA.

### (Diving in) Free immersion
Zonder vinnen trekt de duiker zich langs een touw omlaag op eigen kracht. Bij het keerpunt draait hij of zij zich om en trekt zich weer op eigen kracht weer naar boven. De maximale diepte moet van tevoren worden opgegeven. Deze discipline wordt erkend door AIDA.

### (Diving with) Constant Weight
Langs een lijn duikt de vrijduiker af en zwemt op eigen kracht naar beneden. Hij of zij draait bij een keerpunt om en zwemt op eigen kracht weer naar boven. De lijn mag niet aangeraakt worden, behalve op het keerpunt. Doel is zo diep mogelijk te komen en uiteraard weer veilig en ontspannen boven te komen. De maximale diepte moet van tevoren worden opgegeven. Deze discipline staat ook bekend als 'constant ballast' en 'fixed weights' en wordt erkend door AIDA.

### (Diving with) Constant Weight without fins
Langs een lijn duikt de vrijduiker af en zwemt op eigen kracht naar beneden. Hierbij mag geen gebruik gemaakt worden van vinnen. Hij of zij draait bij een keerpunt om en zwemt op eigen kracht weer naar boven. De lijn mag niet aangeraakt worden, behalve op het keerpunt. Doel is zo diep mogelijk te komen en uiteraard weer veilig en ontspannen boven te komen. De maximale diepte moet van tevoren worden opgegeven. Deze discipline wordt erkend door AIDA.

### (Diving with) Variable Weight
De duiker maakt gebruik van een gewicht van maximaal 30 kg om af te dalen. Dit kan een gewicht zijn of een slee. De duiker komt op eigen kracht weer boven; zwemmend of gebruikmakend van het touw. Deze discipline wordt erkend door AIDA.

### (Diving with) No limits
Deze discipline kwam vooral in het verleden het vaakst in het nieuws omdat er de meest spectaculaire dieptes mee bereikt worden. De duiker maakt gebruik van een gewicht naar keuze. Meestal wordt een slee gebruikt. De duiker komt boven door gebruik te maken van een hefballon, ander drijfmiddel, lier of iets anders. Deze discipline wordt erkend door AIDA. ~In 1988 maakte de Franse cineast Luc Besson een geromantiseerde film over deze extreme discipline genaamd Le Grand Bleu / The Big Blue.

### The cube / Jump Blue
De duiker daalt af naar ongeveer 15 meter en zwemt daar een zo groot mogelijke afstand langs een op diepte aangelegd groot vierkant en stijgt dan weer op. Het lijkt enigszins op een combinatie van constant weight en Dynamic with fins. Deze discipline wordt erkend door CMAS.

### Speervissen
Dit is een visdiscipline. Net als bij viswedstrijden boven water is dit ook een viswedstrijd maar dan onder water. Voor het vissen wordt geen hengel maar een speer of onderwaterharpoen gebruikt vandaar dat het speervissen heet. Vaak binnen een vastgestelde tijdsperiode is het de bedoeling om de grootste, zwaarste of de meeste vissen te vangen. Deze discipline wordt erkend door bonden aangesloten bij de CMAS.

## Records
Wereldrecords worden door de CMAS of AIDA erkend, afhankelijk van de discipline en organisatie. De meest recente records zijn te vinden op de websites van de respectievelijke organisaties.
AIDA Records:
|                              | WR Heren                                              | WR Vrouwen                     | NR Heren België        | NR Vrouwen België        | NR Heren Nederland      | NR Vrouwen Nederland      |
| ---------------------------- | ----------------------------------------------------- | ------------------------------ | ---------------------- | ------------------------ | ----------------------- | ------------------------- |
| Static apnea                 | 11:35 Stéphane Mifsud (FR)                            | 9:02 Natalia Molchanova (RU)   | 7:50 Jean-Pol François | 5:35 Dominique Matagne   | 8:01 Eric van Riet Paap | 6:31 Jeanine Grasmeijer   |
| Dynamic apnea with fins      | 300 m Mateusz Malina (PL) & Giorgos Panagiotakis (GR) | 237 m Natalia Molchanova (RU)  | 186 m Jean Ploumhans   | 138 m Isabelle Gillet    | 209 m Erik de Jong      | 178 m Jeanine Grasmeijer  |
| Dynamic apnea without fins   | 244 m Mateusz Malina (PL)                             | 200 m Magdalena Solich (PL)    | 150 m Jean Ploumhans   | 106 m Sandra Gottcheiner | 168 m Erik de Jong      | 158 m Karin Prins         |
| Constant weight with fins    | 133 m Alexey Molchanov (RU)                           | 123 m Alessia Zecchini (IT)    | 87 m Patrick Musimu    | 57 m Inge Verbruggen     | 75 m Pete Botman        | 81 m Wendy Timmermans     |
| Constant weight without fins | 102 m William Trubridge (NZ)                          | 72 m Sayuri Kinoshita (JP)     | 55 m Tom Vanzieleghem  | 40 m Linde Muyshondt     | 61 m Pete Botman        | 60 m Jeanine Grasmeijer   |
| Free immersion               | 124 m William Trubridge (NZ)                          | 92 m Jeanine Grasmeijer (NL)   | 80 m Patrick Musimu    | 57 m Inge Verbruggen     | 70 m Eric van Riet Paap | 92 m Jeanine Grasmeijer   |
| Constant Weight Bifins       | 122 m Arnaud Jerald (FR)                              | 93 m Jennifer Wendland (DE)    | 80 m Gauthier Ghilain  | 62 m Inge Verbruggen     | 65 m Pete Botman        | 51 m Judith de Waard      |
| Variable weight              | 150 m Walid Boudhiaf (TN)                             | 130 m Nanja van den Broek (NL) | 120 m Patrick Musimu   | 56 m Inge Verbruggen     | 65 m Pim Vermeulen      | 130 m Nanja van den Broek |
| No limits                    | 214 m Herbert Nitsch (AT)                             | 160 m Tanya Streeter (US)      | 209 m Patrick Musimu   | 61 m Inge Verbruggen     | 80 m Jouke van Riel     | 100 m Nanja van den Broek |

## Fysiologie
Vrijduikers kunnen grotere diepten en afstanden halen doordat een aantal fysiologische effecten plaatsvinden tijdens hun poging. Namelijk de volgende:

### Klaren
Tijdens een duik neemt door de drukverandering de druk van alle luchthoudende holten af, waaronder het oor, de sinussen, het duikmasker en de longen. Vrijduikers kunnen exceptioneel goed deze drukveranderingen compenseren. Het compenseren van de drukverandering staat ook wel bekend als klaren.

### Duikreflex
Wanneer het gezicht met koud water in aanraking komt ontstaat de duikreflex. De duikreflex is een fysiologisch effect waarbij de hartslag langzamer gaat slaan, het zuurstofverbruik afneemt en vasoconstrictie in armen en benen optreedt. Hierdoor wordt er minder zuurstof verbruikt.

### Immersie-effect
Wanneer iemand zich in water begeeft wordt bloed dat normaliter zich in de benen ophoopt naar de thorax geduwd. Hierdoor neemt ook het hartvolume toe waardoor er hormonen worden geproduceerd die zorgen voor een toename van de urineproductie. Het zogenoemde duikersplasje.

### Bloodshifteffect
Tijdens de duik neemt de druk toe waardoor het volume van de longen afneemt. Er kan zelfs een onderdruk ontstaan. Om dit te compenseren worden de bloedvaten in de longen groter en kan daardoor meer lucht gebruikt worden om de luchthoudende holten in het lichaam van lucht te voorzien.

## Training
Voor het behalen van de prestaties is nauwgezette training noodzakelijk. Training voor vrijduiken bestaat uit:

### Conditietraining
Dit wordt gedaan door lopen, fietsen, zwemmen of fitness. Conditietraining veroorzaakt een groter herstelvermogen en groter doorzettingsvermogen tijdens een poging.

### Techniek
Techniek training bestaat uit bijvoorbeeld het oefenen van de vinslag of hoekduik, maar ook door het verbeteren van ademhalingstechnieken en ontspanningsoefeningen. yoga zorgt voor toename van flexibiliteit, terwijl fitness training met gewichten de kracht kan vergroten die nodig is om de vinnen goed te bewegen.

### Prestatietraining
Wanneer de conditie op peil is en de techniek perfect is kan de vrijduiker beginnen met het verbeteren van de prestatie. Uiteraard ondersteund door een goede buddy en ervaren trainer. Voor het verhogen van de prestatie bestaan trainingstabellen en aanvullende technieken.

## Risico's van vrijduiken
Net zoals bij elke buitensport zoals sportduiken en klimmen kent ook vrijduiken typische risico's.
Het grootste risico bij vrijduiken is het verlies van bewustzijn door zuurstoftekort. Door goede begeleiding en het langzaam opbouwen van de ervaring is dit vrijwel te voorkomen. Omdat een bewusteloze vrijduiker echter niet voor zichzelf kan zorgen en zonder hulp verdrinkt is het belangrijk om altijd te duiken met een begeleider. Zowel begeleider als duiker moeten bekend zijn met wat er kan gebeuren en hoe er gehandeld moet worden als de vrijduiker zijn bewustzijn verliest. Bij een bekwame begeleiding houdt de vrijduiker er niets aan over.
Bewustzijnsverlies, of een black-out, kan zowel in het zwembad als in het buitenwater optreden. In het buitenwater speelt  de afname van zuurstofdruk bij het opstijgen een rol bij het optreden van bewusteloosheid, zodat het ook wel bekendstaat als opstijgingsbewusteloosheid.

## Opleidingen
Om goed en verantwoord te kunnen vrijduiken moet men beschikken over adequate kennis van de technieken en veiligheidsmaatregelen die men voor deze sport gebruikt. Het is van belang dat men zichzelf en de mededuikers kan redden mocht men iets overkomen. Daarom is een opleiding van belang.
Verschillende (vrij)duikorganisaties geven specifieke opleidingen om veilig te kunnen vrijduiken en om stap voor stap de techniek te verbeteren. Instructeurs die bij deze organisaties aangesloten zijn, kunnen meestal ook goed informatie geven over trainingslocaties en verenigingen. De grootste internationale organisaties zijn AIDA, PADI, SSI, Apnea Academy, IANTD en CMAS. Ze zijn ook in Nederland en België actief en erkennen over het algemeen elkaars brevetten.

### Nederland
- Dutch Freedive Association (aangesloten bij AIDA)
- Apnea.nl: Wikipedia-achtige site over freediving

### België
- AIDA België
- Vrijduiken.be (NELOS)
- CMAS Wallonië (LIFRAS)

### Internationaal
- Wereldwijde freediveplaatsen
- AIDA International
- CMAS